# Bernd Löhning
Bernd Löhning (* 4. Februar 1944 in Halle (Saale)) ist ein deutscher Jurist. Er war von 1986 bis 1990 Staatssekretär in der Senatsverwaltung für Finanzen des Landes Berlin.

## Leben
Löhning kam als Kind im Alter von elf Jahren mit seiner Familie nach West-Berlin. Er studierte Rechtswissenschaften und wurde 1972 an der Freien Universität Berlin promoviert.
Er trat in die FDP ein und war von 1979 bis 1981 Fraktionsgeschäftsführer der FDP-Fraktion im Abgeordnetenhaus von Berlin. Anschließend trat er die Nachfolge des ehemaligen Abgeordnetenhausdirektors Winfried Fest (CDU), welcher als Staatssekretär zur Senatsverwaltung für Kulturelle Angelegenheiten wechselte, an und übte das Amt von 1982 bis 1986 aus.
Danach war er unter der CDU-FDP-Regierung (Senat Diepgen II) von 1986 bis 1990 Staatssekretär in der von Senator Günter Rexrodt (FDP) geführten Senatsverwaltung für Finanzen. Als der neue Finanzsenator Norbert Meisner (SPD) die Finanzverwaltung 1989 übernahm, versetzte der Senat Momper Löhning 1990 in den einstweiligen Ruhestand. Während seiner Zeit als Staatssekretär war er von 1987 bis 1989 Mitglied des Verwaltungsrates der Deutschen Genossenschaftsbank.
Seither war Löhning in der freien Wirtschaft tätig. Er war von 1994 bis 1998 Bereichsleiter für Regierungsbeziehungen der Volkswagen AG in Bonn, Brüssel und Washington, D.C. Später wurde er der Beauftragte des Vorstandes für Regierungsbeziehungen und Chef des Verbindungsbüros von Volkswagen im Autoforum Unter den Linden.